# El Raval
El Raval (Förstaden, av det arabiska ordet rabad som betyder utanför staden eller utanför stadsmuren), är en stadsdel i Barcelona. Den är en av fyra stadsdelar i Ciutat Vella, den medeltida stadskärnan. El Raval kännetecknas av slitna hus, smala gränder, många små affärer och ett internationellt kulturliv. El Raval har historiskt varit ökänt för hög kriminalitet, prostitution och sitt dekadenta nattliv. Detta har särskilt gällt den södra delen närmast hamnen, som under 1900-talet även benämndes Barri Xino (Kineskvarteren). Inför OS-satsningen 1992 genomfördes en omfattande upprensning i Raval när hela kvarter som associerades med prostitution och droghandel revs. I deras ställe byggdes kontor, bostäder och en kommunal sporthall. Något senare tillkom även boulevarden La Rambla del Raval.

## Gränser

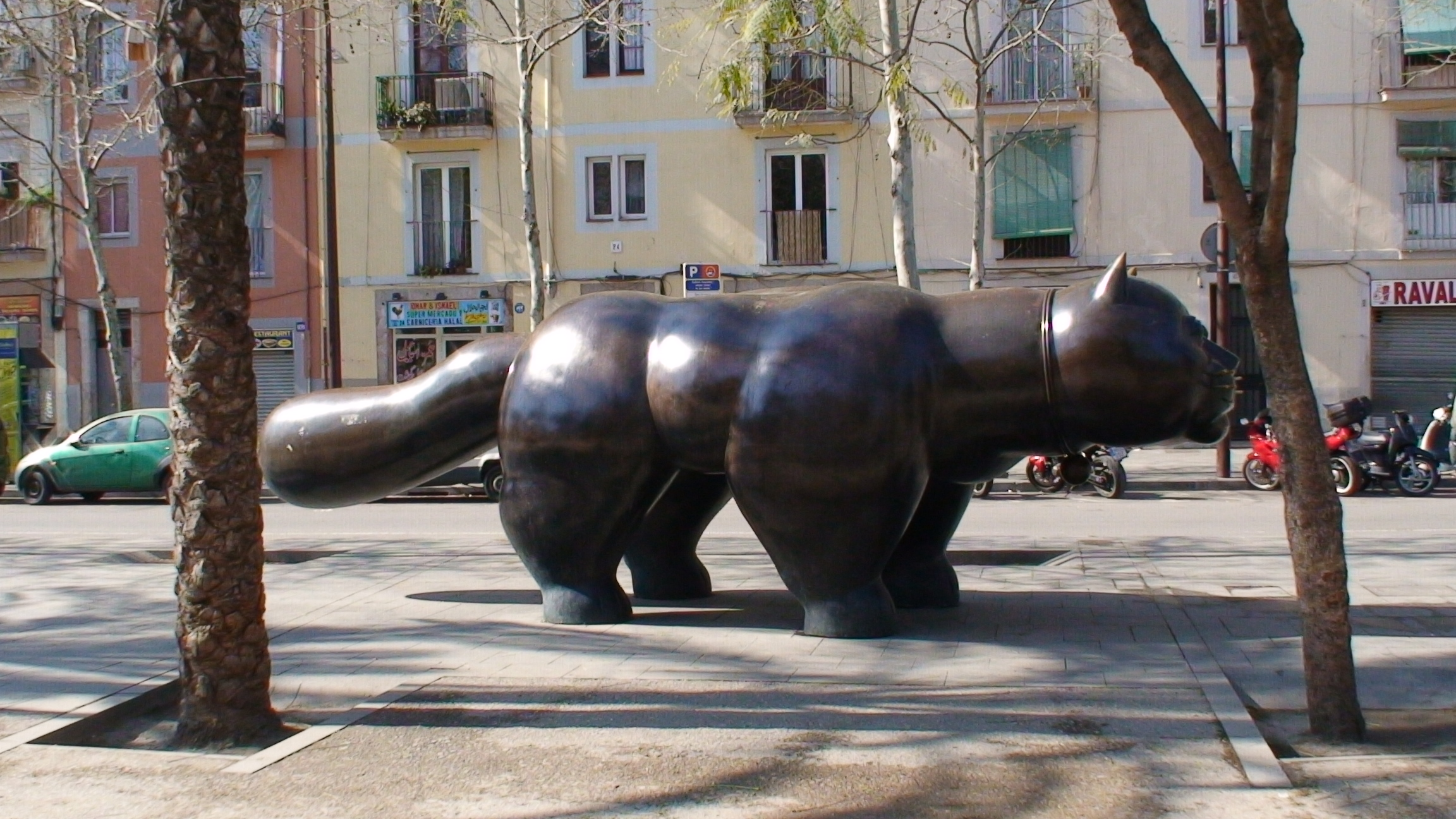
El gato de raval av Fernando Botero

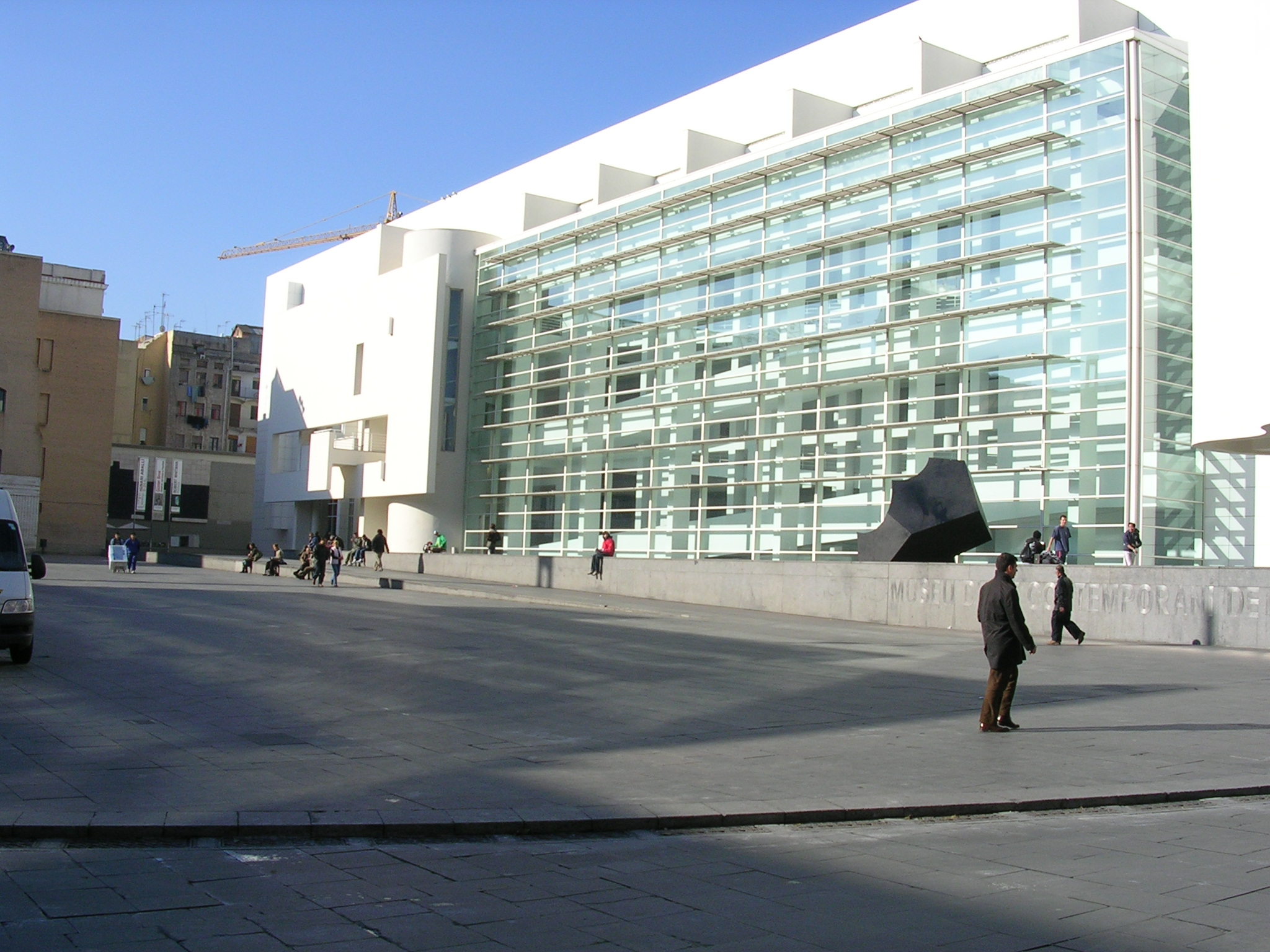
Museu d'Art Contemporani de Barcelona (MACBA).

El Raval avgränsas i söder av hamnen, i norr och väster av de så kallade rondes (ringvägarna) samt i öster av La Rambla. De exakta administrativa gränserna utgörs av följande vägar och torg:
- Carrer de Pelai
- La Rambla
- Plaça del Portal de la Pau
- Moll de Drassanes
- Moll de Barcelona
- Plaça de les Drassanes
- Avinguda del Paral·lel
- Ronda de Sant Pau
- Ronda de Sant Antoni
- Plaça de la Universitat

## Kulturliv
Trots att El Raval tidigt fick en industriell prägel har stadsdelen alltid haft ett rikt kulturliv, och många av stadsdelens mer klassiska restauranger, danspalats, teatrar, barer och tavernor har kommit att bli institutioner i Barcelonas kulturhistoria. Under 1990-talet öppnades Barcelonas museum för samtidskonst Museu d'Art Contemporani de Barcelona (förkortat MACBA)), samtidigt som Barcelonas centrum för samtidskultur Centre de Cultura Contemporània de Barcelona (CCCB. 
Historiskt har El Raval varit känt för sitt dekadenta nattliv med prostitution och fylleri. 1925 myntades namnet "Barri Xino" när en journalist vid ett seminarium jämförde södra El Raval med kineskvarteren i städer som New York, Buenos Aires och Moskva.

## Historia
El Raval var ursprungligen ett jordbruksområde mellan Barcelona och Montjuїc. Med undantag av en mindre medeltida by i anslutning till klostret Sant Pau del Camp utgjordes bebyggelsen av enstaka gårdar. Under 1200-talet etablerades de första av de drygt 30 kloster som skulle komma att byggas i El Raval fram till 1700-talet.
Under Peter IV av Aragonien som regerade mellan 1336 och 1387 uppfördes en ringmur runt jordbruksområdet för att säkra livsmedelstillgången i händelse av belägring men även för att ge staden mark att expandera på. Under 1400-talet uppfördes Barcelonas sjukhus Hospital de la Santa Creu i El Raval.
Mellan 1770 och 1840 genomgick El Raval en omfattande industrialisering. På grund av den platsbrist som snabbt uppstod togs en ny prototyp av fabriksbyggnad fram kallad casas-fábrica. För att maximera utnyttjandet av markytan byggdes hybrider mellan bostadshus och fabrikslokaler. 1846 genomdrevs en ny lag som förbjöd all nyetablering av industri innanför stadsmurarna. 